# Рафф, Гидеон
Гидеон «Гиди» Рафф (англ. Gideon "Gidi" Raff; ивр. גדעון "גידי" רף‎; род. в 1973 году) — израильский режиссёр кино и телевидения, сценарист и писатель. Он наиболее известен по похваленному израильскому драматическому сериалу 2010 года «Военнопленные» (где он является создателем, сценаристом и режиссёром) и его нашумевшей американской адаптации «Родине» (за которую он выиграл две премии «Эмми» в 2012 году).

## Ранняя жизнь
Рафф родился в Иерусалиме. Его отец — Эйтан Рафф, занимал должность главного бухгалтера в министерстве финансов Израиля и был председателем правления банка Леуми.
С двух до шести лет, он жил в Вашингтоне, где его отец был советником по экономическим вопросам посольства Израиля.
Отслужив три года в качестве десантника в израильской армии, он окончил факультет кино в Тель-Авивском университете.
Рафф затем работал в IT. В течение года или около того, во время пузыря доткомов, он был ответственен за стартап, и написал еженедельную колонку в израильской газете «Маарив» о своём опыте. Колонки были собраны в книгу, «Дневник стартапера на подходе к Маке (выходу)» (Keter, 2001).

## Карьера в кино и на телевидении
Переехав в Лос-Анджелес, в 2003 году, Рафф получил учёную степень в области режиссуры в Американском институте киноискусства. Премьера его дипломного короткометражного фильм «The Babysitter» на кинофестивале Трайбека в Нью-Йорке.
Исходя из этого, режиссёр Даг Лайман нанял его в качестве помощника режиссёра для фильма 2005 года «Мистер и миссис Смит», где главные роли исполнили Брэд Питт и Анджелина Джоли.
Рафф сделал свой режиссёрский дебют в 2007 году с полнометражным психологическим триллером «Проклятый дом», (где он также был сосценаристом и сопродюсером; исполнительными продюсерами были Даг Лайман и Ави Арад).
В 2008 году вышел его второй полнометражный фильм, фильму ужасов «Поезд», с Торой Бёрч в главной роли.
2009 год увидел возвращение Раффа домой для производства «Военнопленных» (оригинальное название на иврите: חטופים Транслит.: Хатуфим перевод: «Похищенные»), израильского драматического телесериала, где он был создателем, сценаристом и режиссёром. Съёмки начались в августе 2009 года, и шоу транслировалось в Израиле весной 2010 года. Сериал стал самой высоко-рейтинговой драмой страны и выиграл несколько наград израильского телевидения.
Ещё до того, как начались съёмки «Военнопленных», права на разработку американской версии были проданы 20th Century Fox Television, основанные на силе одного сценария. Это привело к прославленному сериалу «Родина», разработанному бывшими продюсерами и сценаристами «24 часов» Говардом Гордоном и Алексом Гансой в сотрудничестве с Раффом, и показу на кабельном канале Showtime осенью 2011 года. В дополнение к переводу оригинальных сценариев с иврита на английский, Рафф выступал в качестве исполнительного продюсера шоу и был одним из сценаристов пилотного эпизода.
Рафф вернулся в Израиль в 2011 году для производства второго сезона «Военнопленных» (где он опять был сценаристом и режиссёром). Новый сезон не был показан до октября 2012 года — за две недели до того, как начали показывать второй сезон «Родины» в США. Рафф подтвердил, что он намерен написать третий сезон.
В декабре 2012 года, было сообщено, что Рафф продал пилот нового драматического сериала, «Тиран», кабельному каналу FX после того, как FX выиграл войну валютных торгов против Showtime и HBO. Драма вращается вокруг скромной американской семейки, оказавшейся в турбулентности на Ближнем Востоке. Рафф разработал концепцию и написал сценарий пилота. Продюсерами шоу стали Рафф, Говард Гордон и Крэйг Райт. Режиссёр Энг Ли согласился снять пилотный эпизод (в своём первом набеге на телевидении), но вышел из проекта в мае 2013 года по личным причинам и был заменён Дэвидом Йейтсом. Пилот был снят летом 2013 года в Марокко. FX заказал 10 эпизодов «Тирана», которые были показаны летом 2014 года.
В ноябре 2013 года, Рафф и создатель «Героев» Тим Кринг завершили сделку с USA Network на шесть эпизодов «Раскопок», археологического триллера об американском агенте ФБР, расквартированного в Иерусалиме. Премьера телесериала состоялась в конце 2014 года. Эс Джей Кларксон сняла пилотный эпизод.

## Награды
На церемонии израильской премии кино и телевидения в 2010 году, Рафф выиграл премию как лучший режиссёр (драма) за «Военнопленных». Шоу в целом выиграло четыре премии, включая лучший драматический сериал.
На 64-й церемонии премии «Эмми» в 2012 году, Рафф (вместе с сосценаристами Говардом Гордоном и Алексом Гансой) выиграл премию за лучший сценарий драматического сериала за пилотный эпизод «Родины». Сериал в целом выиграл шесть премий, включая за лучший драматический сериал.
Рафф, Гордон и Ганса также получили премию Эдгара от писателей-фантастов Америки за лучший эпизод в телесериале.
Сериал выиграл премию за лучший драматический телесериал на обеих церемониях премии «Золотой глобус» в 2012 и 2013 гг. Он также выиграл премию Гильдии сценаристов США в 2012 году как лучший новый сериал.

## Личная жизнь
Рафф — открытый гей. Он живёт вместе со своим партнёром Уди Пелегом в Лос-Анджелесе. У них есть питбуль по кличке Тилли.
Он борется за права животных. Ранее он был вегетарианцем, в 2007 году полностью стал веганом. В 2012 году, как часть кампании PETA, Рафф написал министру обороны США, Леону Панетте, и Министерству обороны Великобритании, письма в знак протеста против использования живых животных, чтобы обучать военных врачей в полевой хирургии.